# Tagandougou
Tagandougou est une commune du Mali de l'arrondissement central de Kangaré, dans le cercle de Sélingué et la région de Bougouni, elle a pour chef-lieu la localité de Binko.

## Villages

Carte communale

La commune s'étend sur 8 localités relevées lors du recensement général de 2009. 
Les villages les plus peuplés sont :
- Tagan (4 248 habitants) ;
- Kondjiguila (2 784 habitants) ;
- Binko (2 536 habitants).